# Mulan (personage)
Fa Mulan is een personage uit de Disneyfilm Mulan uit 1998. Mulan werd als achtste personage toegevoegd aan de lijst met Disneyprinsessen.

## Beschrijving
Mulan trekt in de plaats van haar vader het leger in. Vrouwen zijn daarin echter verboden. Ze heeft als trouw vriendje het Chinese draakje Mushu. Met zijn hulp belandt ze vaak in de problemen, maar soms komt hij ook nog van pas. In een actie om Shang uit een lawine te redden, raakt Mulan gewond waarna ontdekt wordt dat ze eigenlijk een vrouw is. Ze wordt achtergelaten. Uiteindelijk weet ze, tijdens de feestelijke intocht van het leger bij het Keizerlijk Paleis, de Hunnen te stoppen die het voorzien hebben op de Keizer van China. Hierdoor wordt ze als held gehuldigd, waarna ze naar huis gaat, samen met Shang. 
Mulan komt ook voor in de tweede film: Mulan II, waarin zij en Shang voorbereidingen treffen voor hun huwelijk. Ze krijgen een taak van de Keizer, om drie prinsessen te begeleiden naar hun bruiloftceremonie. Tijdens de reis probeert Mushu, die bang is dat Mulan als ze eenmaal getrouwd is, hem niet meer nodig heeft, het huwelijk tussen Mulan en Shang te voorkomen. Natuurlijk mislukken alle pogingen, waarna de prinsessen worden afgezet. Aan het einde van de film trouwen de twee zelf ook.
De Amerikaanse stem van Mulan is Ming-Na Wen en Lea Salonga die de zangstem verzorgde. In alle Nederlandse Disney-producties waar het karakter Fa Mulan in voorkomt is de stem van Fa Mulan Linda Wagenmakers.